# Jean-Martin Charcot
Jean-Martin Charcot (n. 29 noiembrie 1825 - d. 16 august 1893) a fost un medic francez, profesor de neurologie și anatomie patologică la Universitatea din Paris și la Spitalul Salpêtrière, unde a funcționat în decursul a 33 de ani  ca șef de secție, șef de clinică și ca director al spitalului. Întreaga sa operă a produs un profund impact în noile discipline ale neurologiei și psihologiei. 

## Viața și opera
Charcot a fost profesor la Universitatea din Paris 33 de ani, iar în 1862 a început o colaborare cu Spitalul Salpêtrière care a durat întreaga sa viață, în cele din urmă devenind directorul acestui spital. Era cunoscut ca un profesor excelent de medicină ce atrăgea studenți din toată Europa. Atenția sa s-a îndreptat către neurologie, și este numit actualmente de unii ca fondatorul neurologiei moderne. În 1882 a pus bazele, la Spitalul Salpêtrière, a unicii clinici de neurologie din Europa. 
Principalul interes al lui Charcot a fost în afecțiunea numită isterie. Părea a fi o boală mintală cu manifestări fizice, de un interes deosebit pentru un neurolog. Convingerea sa era că isteria este rezultatul unui sistem nervos slab ce era transmis genetic. Acesta putea fi declanșat de un traumatism, ca de exemplu de un accident, boala evoluând apoi progresiv și ireversibil. Pentru a putea studia istericii din grija sa, a învățat tehnica hipnozei iar în scurt timp a devenit un maestru al relativei noi științe. Charcot era de părere că starea de hipnoză era similară cu o criză de isterie, și prin urmare le inducea această stare pentru a le studia simptomele. Nu și-a propus să-i trateze prin hipnoză - de fapt, credea că doar istericii pot fi hipnotizați. Deseori hipnotiza pacienți pentru grupuri de studenți și nu numai, câștigându-și porecla de "Napoleonul nevrozelor".

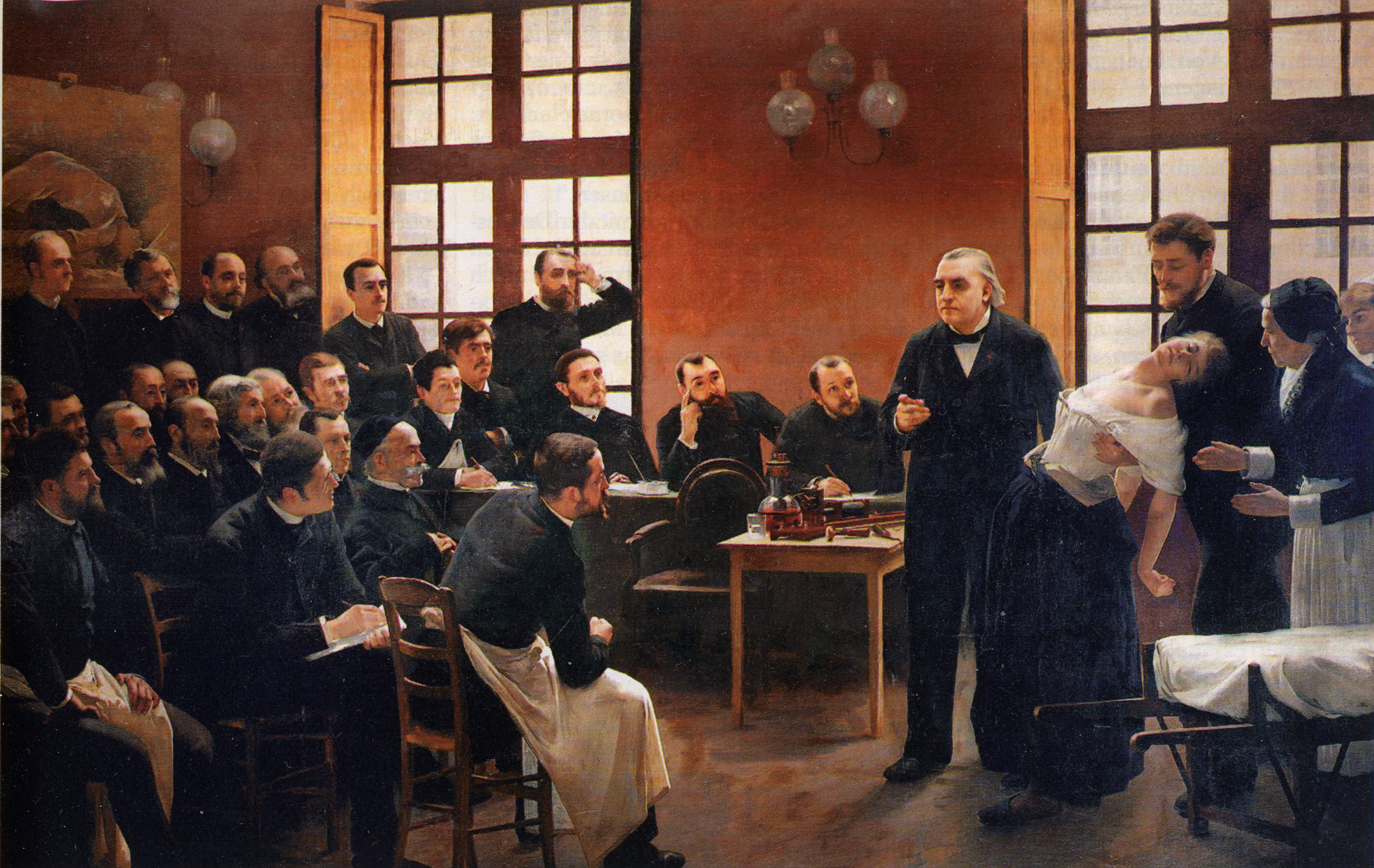
Profesorul Charcot în cadrul unei prelegeri la Spitalul Salpêtrière prezintă o pacientă diagnosticată ca isterică. În această pictură a lui André Brouillet din 1887 se remarcă pacienta sa favorită, Blanche (Marie) Wittman, susținută de viitorul profesor Joseph Babiński.

Munca lui Charcot a cuprins și alte aspecte. A fost primul care a descris fenomenul de degenerescență a ligamentelor și suprafețelor articulare determinat de imobilizarea la pat, afecțiunea numindu-se acum 'articulația lui Charcot'. Munca sa de cercetare s-a axat și pe determinarea părților din creier responsabile pentru diferitele funcții ale nervilor și a descoperit rolul important al arteriolelor ( n.b: artere mici ) în hemoragiile cerebrale.
Printre studenții lui Charcot se numără: Alfred Binet, Pierre Janet, Sigmund Freud și românul Gheorghe Marinescu. Sub influența lui Charcot ei au continuat să folosească hipnoza individual pentru diferite scopuri, chiar dacă nu erau de acord cu profesorul lor că hipnoza reprezintă un fenomen nervos ci considerau că e o stare psihologică. 
Charcot a murit în ziua de 16 august 1893 în Morvan, Franța.

## Asocieri ale numele său
- "La malade avec une petit morceau de papier" - ipohondria descrisă de Charcot
- Boala Charcot - o afecțiune rară a sistemului nervos caracterizată prin degenerarea nervilor ce conduc semnalele la mușchi, deci calea eferentă.
- Edemul Charcot - Un edem local și foarte dureros însoțit de culoarea albăstruie a extremităților ce se întâlnește în paralizia isterică.
- Febra Charcot - febră intermitentă datorată obstrucției biliare ( din litiaza biliară ).
- Articulațiile Charcot - Afecțiune degenerativă cu distrucție progresivă a oaselor și articulațiilor piciorului.
- Sindromul Charcot - Dereglare locomotorie datorată angiopatiei obliterante a membrelor inferioare.
- Triada Charcot I - nystagmus, tremor și dereglare verbală.
- Triada Charcot II - Icter, febră de obicei și cu frisoane, durere în cadranul superior abdominal.
- Anevrismul Charcot-Bouchard - Microanevrisme ale vaselor mici cerebrale ce pot cauza hemoragii cerebrale.
- Cristalele Charcot-Leyden - Cristale de fosfat incolore, hexagonale, dublu ascuțite și cu aspect de ace, găsite în sputa pacienților cu astm bronșic.
- Boala Charcot-Marie-Tooth - Sindrom caracterizat de oboseală și slăbiciune progresivă a mușchilor distali a membrelor superioare și inferioare, cea mai întâlnită boală din grupa Neuropatiilor motorii și senzitive ereditare.
- Cristalele Charcot-Neumann - Cristale de fosfat întâlnite în spermă.
- Sindromul Charcot-Weiss-Baker - Atacuri intermitente de sincope cu scadere marcată a frecvenței cardiace și a tensiunii arteriale.
- Sindromul Charcot-Willbrand - Sindrom neuro-oftalmic caracterizat prin tulburări de vedere și inabilitatea de a revizualiza imaginile.
- Paralizia Erb-Charcot - Sindrom rar ce constă în sifilis medular cu parestezii, slăbire și fatigabilitate, durere, reflexe exagerate, atrofie musculară, tulburări senzitive și paraplegie.